# 울산남부소방서
울산남부소방서(蔚山南部消防署, Ulsan Nambu Fire station)는 울산광역시 남구를 관할하는 울산광역시 소방본부 산하의 소방서이다.
소방서장은 소방정으로 보한다.

## 연혁
- 1989년 1월 31일: 울산남부소방서 개서
- 2003년 12월 1일: 울산온산소방서 분리

## 조직
| - 소방행정과 - 행정팀 - 예산장비팀 | - 예방안전과 - 예방홍보팀 - 소방검사반 - 소방민원팀 - 위험물팀 | - 방호구조과 - 구조구급팀 - 지휘조사팀 |

## 관할센터 및 관할구역
울산남부소방서는 7개의 119안전센터와 1개의 구조대를 산하에 두고 있다.
| 명칭                     | 사진 | 주소                | 관할구역                                         | 지역대 |
| ------------------------ | ---- | ------------------- | ------------------------------------------------ | ------ |
| 삼산119안전센터          |      | 삼산중로 149        | 삼산동, 달동 일부                                |        |
| 여천119안전센터          |      | 처용로 53           | 달동 일부, 용연동, 용잠동, 남화동, 고사동        |        |
| 신정119안전센터          |      | 신정로87길 2        | 야음장생포동 일부, 신정 1·3·5동, 달동 일부       |        |
| 무거119안전센터          |      | 신복로72길 18-13    | 무거 1·2동                                       |        |
| 공단119안전센터          |      | 상개로 190          | 상개동, 선암동, 두왕동, 부곡동, 성암동, 신정 4동 |        |
| 옥동119안전센터          |      | 대공원입구로21길 20 | 옥동, 신정 2동                                   |        |
| 장생포119안전센터        |      | 매암로 18           | 야음장생포동 일부                                |        |
| 울산남부소방서 119구조대 |      | 삼산중로 149        | 울산광역시 남구 일원                             |        |

## 같이 보기
- 대한민국 소방청
- 대한민국의 소방
- 소방관 계급